# Most Čadečka
Der Most Čadečka ist eine Autobahnbrücke der Diaľnica D3 in die Nordslowakei, bei Autobahnkilometer 52,3. Sie überquert mit einer Länge von 692 m (nach einigen Quellen 705 m) das Tal des Baches Čadečka in der Gemeinde Skalité nahe der Grenze zur Gemeinde Čierne, südwestlich der polnisch-slowakischen Grenze. Das tschechische Unternehmen Strásky, Hustý a partneři s.r.o. war für das Brückenprojekt zuständig, das ausführende Bauunternehmen war Strabag. Mit 64 m Höhe ist sie gleich hinter der westlich gelegenen Brücke Valy die zweithöchste Brücke der Slowakei und trägt die slowakische Brückennummer M9726. Während der Bauzeit wurde sie SO 245 bezeichnet.
Die Brücke entstand ab 2014 als Teil des Bauabschnittes Svrčinovec–Skalité der D3 und ist die längste Brücke des Abschnitts. Für die rechte Fahrbahn der zukünftigen Autobahn entstand eine Stahlbetonbrücke mit einem Überbau für beide Richtungen mit insgesamt neun Spannen und längster Stützweite von 87 m. Die Brücke ist in ihrem Verlauf gekrümmt und weist eine Gradiente von 2,55 % auf.
Die Brücke wurde am 10. Juni 2017 dem Verkehr freigegeben.